# エーゲ海燃ゆ
『エーゲ海燃ゆ』（エーゲかいもゆ、原題 仏: L'Archipel en feu ）は、1884年に刊行されたジュール・ヴェルヌの海洋冒険小説。原題は「炎の群島」。ヴェルヌの作品の方向転換を考えていた出版者のエッツェルから、ギリシア独立戦争のフレスコ壁画を要望されて執筆された作品。しかし、ギリシア独立戦争そのものは主題としていない。ヴェルヌの最盛期を過ぎてからの政治歴史的な４作品のうちの一つ。他の３作は、アメリカの南北戦争を扱った『北部対南部』 Nord contre Sud (1887)、フランス革命を扱った『フランスへの道』 Le Chemin de France (1887)、19世紀カナダの植民地を扱った『名を捨てた家族』Famille-sans-nom (1889)である。いずれも彼の存命中には、1万部程度しか売れなかった。これは『海底二万里』の５分の１、『八十日間世界一周』の10分の１でしかない。話題にされることの少ない、控えめな成功を遂げた作品といわれている。

## あらすじ
物語は、ギリシア独立戦争を背景にしオスマントルコが、ギリシア人を捕まえて奴隷として、北アフリカの諸国に売り飛ばしていたというエピソードをもとに、奴隷貿易に関与している海賊、同胞を奴隷として売り飛ばして蓄財している銀行家などを配して、若い男女の恋を描いていく。
1827年10月18日、夕方、カリスタのニコラス・スタルコス大尉が操縦した小さなサコレーヴ船、カリスタ号が、ペロポネソス半島のコロネ湾入り口のイティロン港に帰港した。ここはペロポネソス半島の突端で、海賊には馴染みの深いアンテイキテラ島とも近く、エーゲ海や地中海近海を荒らし回っている悪党どもには格好の拠点になっていた。スタルコスは生まれも育ちもこのイティロンのギリシア人である。
彼はこのマニ地方ではどこに行っても評判がよく、一目置かれていた。当初、略奪の獲物と思っていたイティロンのあらくれたちも、彼の顔を見ると略奪を諦めた。
港で乗組員を10人補充する手配をすると、彼は10年来寄り付かなかった生家を訪ねるが、母親のアンドロニカ・スタルコスから、追い返される。船が沖合いに出ると、崖の上の生家が炎に包まれていた。母親が家に火を放ったのだ。母は息子が汚した家名を捨てて、ただのアンドロニカとしてギリシア独立への運動にみを挺して参加してきた。息子は恥知らずにもトルコ艦隊の水先案内を勤め、キオス島を攻撃するトルコ軍にも参加していたのである。彼女は幾度も戦闘に参加、ようやく身体も回復して、もう一度イティロンの家を見たいと帰ってきたときに、たまたま息子と遭遇したのである。
イギリスの高等弁務官の駐屯地になっているケルキラにフランスのアンリ・ダルバレ中尉がいた。彼はギリシア独立戦争に参加、ある戦闘で負傷し、二ヶ月前からこの地で療養中。同じケルキラに銀行家のエリズンドがいる。60歳とも70歳とも言われるが、謎の人物、出身はイタリア人ともダルマシア人ともいわれるが、真相は不明。わかっているのは一人娘ハジーヌがいること。年の頃は23歳、家事の一切を切り盛りしているらしい。アンリ・ダルバレが、ハジーヌと知り合い、たちまちにして恋仲になる。
二人の仲は、ケルキラの人の間では誰一人知らぬ者がなかった。ダルバレは独立戦争で自分が参加した戦いやその中で出会ったギリシア人たちまたギリシアの女性たちの話もした。その中に、アンドロニカの名前が出た。その話をハジーヌが父にすると、父は特別な反応を見せる。
時が来て、ダルバレは再び義勇軍に復帰することになる。行き先はイドラ島である。出発の前に、彼はエリズンドに娘さんを嫁にほしいと申し入れた。彼の出発の直前にピロスの海戦でのトルコ艦隊の敗北のニュースが舞い込んできた。英仏の艦隊が露艦隊も参加して、トルコを破ったのである。ダルバレが急いで出発する必要はなくなり、結婚式は10日後、10月末と決まった。
その頃、スタルコスのカリスタ号はアルカディアの港に寄港、彼の忠僕で一等航海士のスコペロと再会していた。彼は頭の回転はいいものの、粗野でこずるそうな目つきの男。拿捕した商船の積荷を売りさばいたり、トルコ軍が捕縛した捕虜や囚人を奴隷として売り飛ばす仕事を担当していた。彼らの商売に一口絡んで、金をしこたま溜め込んでいるが銀行家のエリズンドで、スタルコスはこの話をゆすりのネタに娘を俺によこせと言い張るつもりである。これは部下たちはだれも知らない話。
スコペロと合流して、サコレーヴ船は、見てくれは遊覧ヨットか商船かといったふうで、国際ヨットレースに参加しているかのような速度でケルキラ島へと向かう。
憎むべき海賊サクラティフを討伐するためにコルヴェート船シファンタ号が出稿するので大騒ぎの街を抜けて、スタルコスはエリズンドを訪ね、ギリシア人の捕虜を奴隷として売り捌く最後の取引のため、手形の裏書を求める。しかし、銀行家からこの商売から足を抜きたいとの申し出で、スタルコスは娘のハジーヌを嫁にくれと要求する。すでにフランスの士官が結婚相手に決まっていると断ろうとすると、お前がどうやってその財産を築いたのか暴露されたいのか、と切り返され、結局婚約は解消、ハジーヌはスタルコスの妻になることになり、その直後、エリズンドは脳溢血で亡くなる。父親の書類を整理していて、ハジーヌは父親がスタルコスとつながっていたことに気がつく。彼女は、スタルコスを屋敷に呼びつけ、自分はスタルコスの妻になるつもりはない、父がどうやって財産を蓄財したのかも承知していると告げる。彼女は、フランス士官にも自分のことは諦めてくれと手紙を送り、ヨットを手配してケルキラから姿をくらます。
こうして物語は、キオス島の攻防戦に移る。アンリ・ダルバレはキオス島に到着し、もともとの上司ファヴィエ大佐と同流するが、トルコ艦隊に押されて退却を余儀なくされていた。ここの義勇軍の中にアンドロニカも加わっていた。1822年のトルコによるキオスの大虐殺で、2万以上のキオス人が殺され、4万以上の人が奴隷に売り飛ばされた時、その奴隷売買を担当したのが、スタルコスで、その奴隷商売で稼いだのが、エリズンドだった。ダルバレは以前、アンドロニカの命を救ったこともあるので、お互い旧交を温め、エリズンドの娘との婚約が破談になった件で情報を交換する。アンドロニカは息子の名を聞いて動揺を隠せないが、真実を口にすることはできない
キオス島からの撤退が不可避になったので、ダルバレ中尉はケルキラのコルヴェート船シファンタ号の幹部士官で、艦長となり、梟賊サクラティフ(実はスタルコスの別名)とエーゲ海の海賊たちの討伐を担当することになる。ダルバレたちも、サクラティフというのが、実は実在せず、複数の海賊による影武者か誰かの別名ではないかと推理する。
シファンタ号はアルカッサの港に寄港する。そこの奴隷市場でアフリカの奴隷販売業者のためスタルコスは、大勢の捕虜を買い入れしようとしていた。そこになんとハジーヌが競売にかけられ、スタルコスは彼女を安安と競り落とそうとしていたところに、邪魔が入る。ダルバレ艦長である。２人の仇敵はお互い相手がここにいるとは予想していなかったので、驚く。結局、ハジーヌはダルバレの手に落ちる。彼女は一族の名誉を救うため全財産を投げ出し、ほとんど無一文になったという。彼女は奴隷として売りさばかれたギリシア人捕虜を解放するために、財産を投げ出したのだ。ほとんどの奴隷を解放して、郷里に帰る途中の船がトルコ軍艦に拿捕されて、奴隷として売り飛ばされるところだったのである。
２人が船上で結婚式をあげようと相談を始めたところで、海賊サクラティフの艦隊に襲撃される。乗り込んできた海賊の頭サクラティフは、スタルコスその人だった。ダルバレ艦長とキャプテン・トドロスは武装解除され、縛り上げられた。ハジーヌを前にスタルコスが勝ち誇ってみたせところ、ハジーヌが財産を全て使い尽くした顛末を語ると、スタルコスは烈火のように怒る。そこにこれまで顔を隠していた女囚人が、顔を出し、スタルコスは母親だと気がつく。船上は乱闘になり、サクラティフは死亡。アンドロニカも亡くなった。海戦は、シファンタ号の勝利に終わり、船はアイギナ島に戻る。ダルバレとハジーヌは結婚式を挙げ、２人はフランスに出発した。1832年ロンドン条約で、ギリシア王国の礎が築かれ、アンリ・ダンバレとハジーヌ・エリズントはギリシアに戻った。

## 登場人物
- ニコラス・スタルコス (Nicolas Starkos) - 海賊の首領
- エリズンド (Elizundo) - 昔からの商売仲間である銀行家
- ハジーヌ・エリズンド (Hadjine Elizundo) - エリズンドの一人娘
- アンドロニカ (Andronika Starkos) - スタルコスの母親
- アンリ・ダルバレ (Henry d'Albaret) - 海賊征伐に乗り出した海軍士官

## 日本語訳
- 『海賊ニコラス』原抱一庵（抄訳）、「世界之日本」、1899年
- 『エーゲ海燃ゆ』佐藤功（訳）、パシフィカ年1979年